# Teatro Mercadante

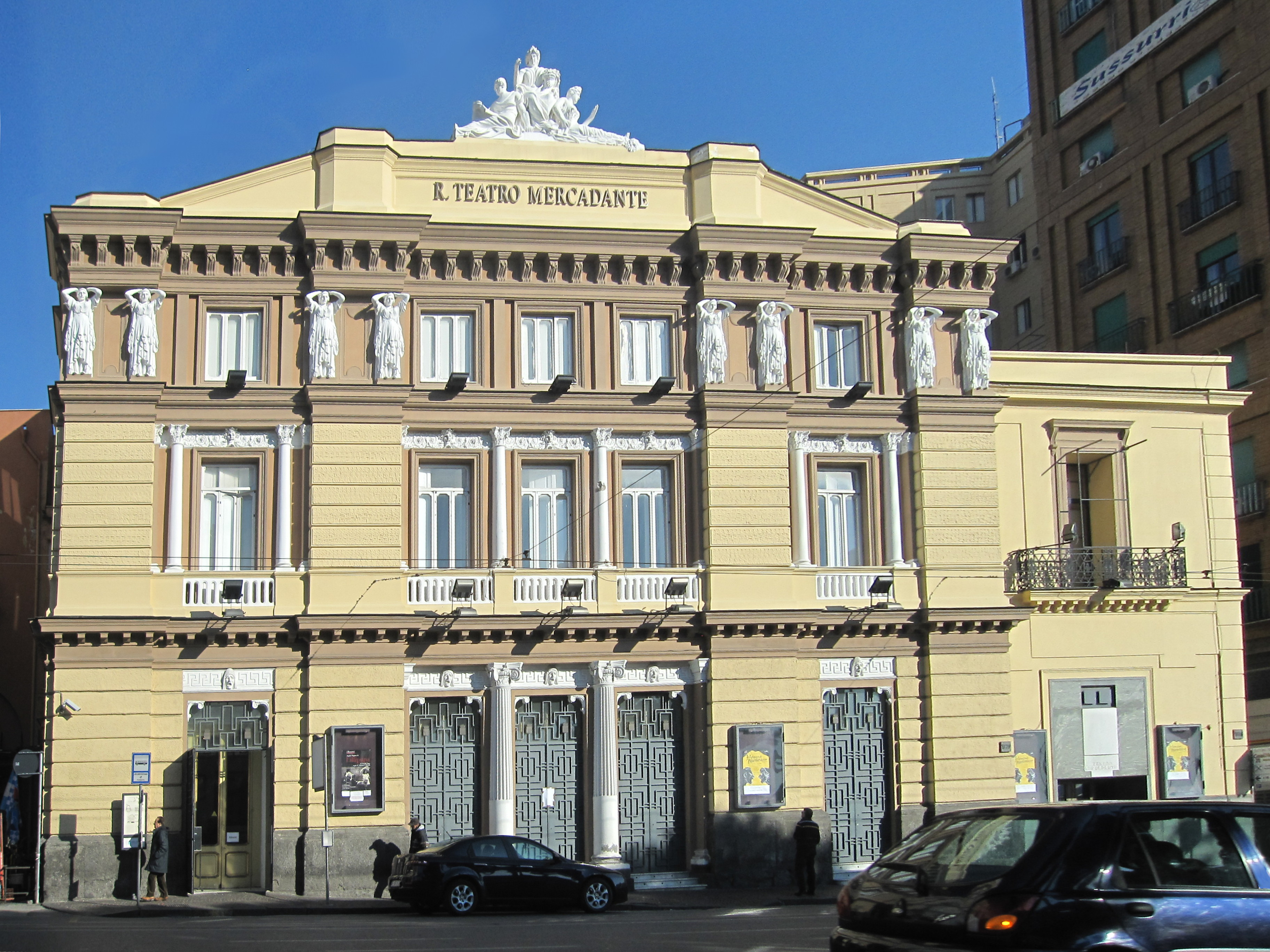
Hauptfassade des Theaters

Das Teatro Mercadante ist ein Theater in Neapel, das zunächst als Teatro del Fondo bekannt war. Es liegt am Piazza del Municipio Nr. 1, und seine Vorderseite liegt der Westseite des Castel Nuovo gegenüber und nahe dem Dock Siglio. Zusammen mit dem Teatro San Carlo war es eines der zwei königlichen Opernhäuser des 18. und 19. Jahrhunderts.

## Geschichte
1779 wurde es als Teatro del Real Fondo di Separazione eröffnet und primär für Opere buffe in italienischer Sprache verwendet. Unter dem Einfluss von Joseph Bonaparte wurden von 1806 bis 1808 auch zahlreiche französische Opern dort gespielt. Don Giovanni, Le nozze di Figaro und Così fan tutte wurden hier 1812–1815 erstaufgeführt. Später wirkten hier u. a. auch Gioachino Rossini, Giovanni Pacini und Gaetano Donizetti.
1871 erfolgte die Umbenennung in Teatro Mercadante, zu Ehren von Saverio Mercadante.
Um die Jahrhundertwende des 19. und 20. Jahrhunderts öffnete sich das Teatro Mercadante auch dem Schauspiel und empfing so namhafte Künstler wie Eleonora Duse und Sarah Bernhardt. Später waren Künstler wie Filippo Marinetti und Luigi Pirandello am Theater zu Gast. Zwischen 1959 und 1963 hatte es eine kurze Episode als Teatro Stabile, bevor es wegen Unbenutzbarkeit 10 Jahre lang geschlossen blieb.
Seit 1973 ging das Theater aus staatlicher in städtische Verwaltung über, worauf ein großer Umbau folgte. Seit Mitte der Achtzigerjahre fanden im Theater Ausstellungen und diverse Veranstaltungen statt, aber erst seit 1995 bietet das Theater wieder regulären Spielbetrieb mit Theaterproduktionen, Projekten zeitgenössischen Theaters, Filmvorführungen und Schultheater.
Seit der Spielzeit 2003/2004 wird es von der Associazione Teatro Stabile di Napoli, heute Teatro di Napoli, bespielt. Das Teatro di Napoli hat seit dem 24. Februar 2015 infolge einer Reform des Ministeriums für Kulturgüter den Status eines Nationaltheaters inne.

## Uraufführungen (Auswahl)
Eine vollständigere Liste der Uraufführungen findet sich bei Corago
- Angelo Tarchi: Il barbiere di Arpino (Sommer 1779)
- Giuseppe Giordani: Il convito (Karneval 1782)
- Vicente Martín y Soler: L’amor geloso (1782)
- Francesco Bianchi: L’astrologa (1782)
- Giuseppe Sarti: Cook, ossia Gl’inglesi in Othaiti (16. Juli 1785)
- Giacomo Tritto: Armida (1786)
- Giovanni Battista Giannini: Annetta e Fierillo (17. April 1786)
- Pietro Alessandro Guglielmi: La pastorella nobile (15. Juli 1788)
- Gaetano Marinelli: La contadina semplice (Karneval 1790)
- Pietro Alessandro Guglielmi: L’azzardo (9. Oktober 1790)
- Marcello Bernardini: L’amore per incanto (1791)
- Gaetano Marinelli: Amore aguzza l’ingegno (Karneval 1792)
- Gaetano Marinelli: Baldassare punito (Passionszeit 1792, Oratorium)
- Valentino Fioravanti: L’audacia fortunata (1793)
- Pietro Alessandro Guglielmi: Admeto (5. Oktober 1794)
- Giacomo Tritto: Il barone in angustie (1. Februar 1797)
- Valentino Fioravanti: L’amor per interesse (15. November 1797)
- Stefano Pavesi: L’alloggio militare (Frühjahr 1811)
- Giovanni Battista De Luca: Clodoveo (Sommer 1811)
- Vincenzo Migliorucci: L’assassino innocente (1811)
- Manuel García: Il califfo di Bagdad (20. September 1813)
- Tommaso Consalvo: Cimene (1814)
- Pietro Raimondi: La caccia di Enrico IV (4. März 1822)
- Giuseppe Balducci: L’amante virtuoso (1. April 1823)
- Luigi Carlini: Il contraccambio, ovvero L’amore alla prova (Winter 1823)
- Antonio Sapienza: L’audacia fortunata (Sommer 1824)
- Giuseppe Mosca: L’abate de l’Epée (27. Juni 1826)
- Giacomo Cordella: La bella prigioniera (1826)
- Gaetano Donizetti: Il borgomastro di Saardam (19. August 1827)
- Mario Aspa: Bannier (6. Juni 1829)
- Tomás Genovés y Lapetra: Bianca di Belmonte (29. Oktober 1833)
- Mario Aspa: La burla (1834)
- Carolina Uccelli: Anna di Resburgo (Herbst 1835)
- Federico Ricci: Il colonnello (14. März 1835)
- Julius Benedict: Un anno e un giorno (19. Oktober 1836)
- Nicolò Gabrielli: L’americano in fiera, ossia Farvest Calelas (5. Oktober 1837)
- Salvatore Sarmiento: Il corsaro (1838)
- Luigi Cammarano: I ciarlatani (Frühjahr 1839)
- Rocco Aggiuttorio: Il biglietto e l’anello (Sommer 1839)
- Luigi Siri: Cento bugie una verita (Sommer 1839)
- Pietro Graviller: Il ballerino, ossia i guanti gialli (Herbst 1839)
- Aurelio Bruno: Adolfo di Gewal, ossia i montanari svedesi (1843)
- Andrea Butera: Angelica Veniero (1846)
- Francesco Chiaromonte: Caterina di Cleves (21. Juli 1850)
- Gaetano Braga: Alina (26. Juli 1853)
- Lauro Rossi: L’alchimista (23. August 1853)
- Giorgio Miceli: Il conte di Rossiglione (14. Mai 1854)
- Aurelio Bruno: Albina di Lerida (4. August 1855)
- Luigi Vespoli: La cantante (1858)
- Michele Ruta: Il 1868 (30. Januar 1869)
- Matteo Fischietti: Un’altra figlia di madame Angot (1874)

## Nachweise
- Michael F. Robinson, Renato Di Benedetto: Naples. In: Stanley Sadie (Hrsg.): The New Grove Dictionary of Opera. Macmillan, London 1992, ISBN 0-333-73432-7.
- John Warrack, Ewan West: The Oxford Dictionary of Opera. Oxford University Press, Oxford u. a. 1992, ISBN 0-19-869164-5.